# Xylotrechus dominulus
Xylotrechus dominulus là một loài bọ cánh cứng trong họ Cerambycidae.